# Vento relativo
Vento relativo é o vento aparente que sopra sobre um corpo em movimento na atmosfera, geralmente no sentido contrário ao objeto em movimento.
O vento relativo tem a mesma intensidade (velocidade) que a velocidade aerodinâmica, mas não representa o deslocamento mesmo estando associado a ele. Representa o escoamento de ar em relação à asa. A direção do vento relativo é oposta ao da velocidade aerodinâmica.
É o vento no rosto do piloto. Mesmo com vento de cauda forte atuando haverá sempre vento relativo passando pelo rosto do piloto. Na decolagem, em voo, no pouso e até mesmo no movimento de uma pessoa caminhando.